# (32293) 2000 QT8
2000 QT8 (asteroide 32293) é um asteroide da cintura principal. Possui uma excentricidade de 0.10864600 e uma inclinação de 10.48104º.
Este asteroide foi descoberto no dia 24 de agosto de 2000 por Crni Vrh em Crni Vrh.